# Coca amb tonyina
La coca amb tonyina o coca en toñina (en español: coca con atún) es una coca típica de la cocina alicantina, muy relacionada con las Hogueras de San Juan en la provincia española de Alicante. Tiene forma de empanada rectangular, en porciones, y suele comerse los días de la fiesta en la calle, bien sea en una terraza o en la típica barraca de Hogueras.  

## Características
El ingrediente principal es el atún conocido como “de tronco”. Además lleva cebolla, aceite, harina, huevo, piñones, corteza de limón, perejil, anís seco y sal. La masa de la coca es aromatizada en algunas ocasiones con anís (Pimpinella anisum). 
Lo típico en Alicante es tomarla la noche de la plantá de las Hogueras, acompañada del tradicional vino de la Condomina y de postre, brevas.